# حسن‌الزمان خان بابلو
حسن‌الزمان خان بابلو (بنگالی: হাসানুজ্জামান খান বাবলু؛ زادهٔ ۵ مهٔ ۱۹۵۵) بازیکن سابق و مربی فوتبال اهل بنگلادش است.
وی همچنین در تیم‌های ملی فوتبال زیر ۲۰ سال بنگلادش و بنگلادش بازی کرده است.